# Astudillo (Palencia)
Astudillo ist ein nordspanischer Ort und eine Gemeinde (municipio) mit 1.039 Einwohnern (Stand: 2024) im Zentrum der Provinz Palencia in der Autonomen Gemeinschaft Kastilien-León. Seit dem Jahr 1995 ist der Ortskern als Conjunto histórico-artístico anerkannt.

## Lage und Klima
Der Ort Astudillo liegt auf der kastilischen Hochebene am Südrand der Region der Tierra de Campos in einer Höhe von ca. 780 m. Der Río Pisuerga, ein knapp 280 km langer Nebenfluss des Duero, ist etwa 7 km in östlicher Richtung entfernt; die Provinzhauptstadt Palencia befindet sich etwa 35 km (Fahrtstrecke) südwestlich. Der Jakobsweg (Camino Francés) führt etwa 12 km nördlich am Ort vorbei. Das Klima im Winter kann durchaus kalt sein, im Sommer dagegen ist es warm bis heiß; die eher spärlichen Regenfälle (ca. 490 mm/Jahr) fallen überwiegend im Winterhalbjahr.

## Bevölkerungsentwicklung
| Jahr      | 1857 | 1900 | 1950 | 2000 | 2021 |
| Einwohner | 4096 | 3080 | 2630 | 1287 | 1021 |

Die  Reblauskrise im Weinbau, die Mechanisierung der Landwirtschaft und die Aufgabe bäuerlicher Kleinbetriebe („Höfesterben“) haben seit den 1950er Jahren zu Arbeitslosigkeit und einem deutlichen Absinken der Bevölkerungszahlen auf dem Lande geführt.

## Wirtschaft
Die Landwirtschaft spielte seit jeher die wichtigste Rolle für die Bevölkerung der Region, doch bereits im Mittelalter entwickelten sich auch Handwerk (vor allem die Töpferei), Handel und das Dienstleistungsgewerbe. In der zweiten Hälfte des 20. Jahrhunderts hat auch der Tourismussektor eine gewisse Bedeutung erlangt.

## Geschichte
In vorrömischer Zeit gehörte die Region zum Siedlungsgebiet des keltischen Volksstamms der Vaccäer; später kamen Römer und Westgoten. Im 8. Jahrhundert wurde das Gebiet von den Mauren überrannt, doch bereits im 9. Jahrhundert eroberten asturisch-leonesische Heere unter der Führung Alfons’ III. die Gebiete nördlich des Duero zurück (reconquista); man begann mit der Wiederbesiedlung (repoblación) durch Christen aus dem Norden der Iberischen Halbinsel. Ende des 10. Jahrhunderts machte der maurische Heerführer Almansor die christlichen Erfolge kurzzeitig wieder zunichte, aber im 11. Jahrhundert dehnte das Königreich León sein Herrschaftsgebiet erneut bis zur Duero-Grenze aus und begann ein zweites Mal mit der Neu- oder Wiederbesiedlung der Region. Astudillo (auch Studello) wurde der wichtigste Ort in weitem Umkreis und wurde entsprechend gesichert. Nach vorangegangenen Versuchen vereinigte sich León im Jahr 1230 endgültig mit dem Königreich Kastilien. Astudillo kam danach in den Besitz verschiedener Grundherren (señores).

## Sehenswürdigkeiten

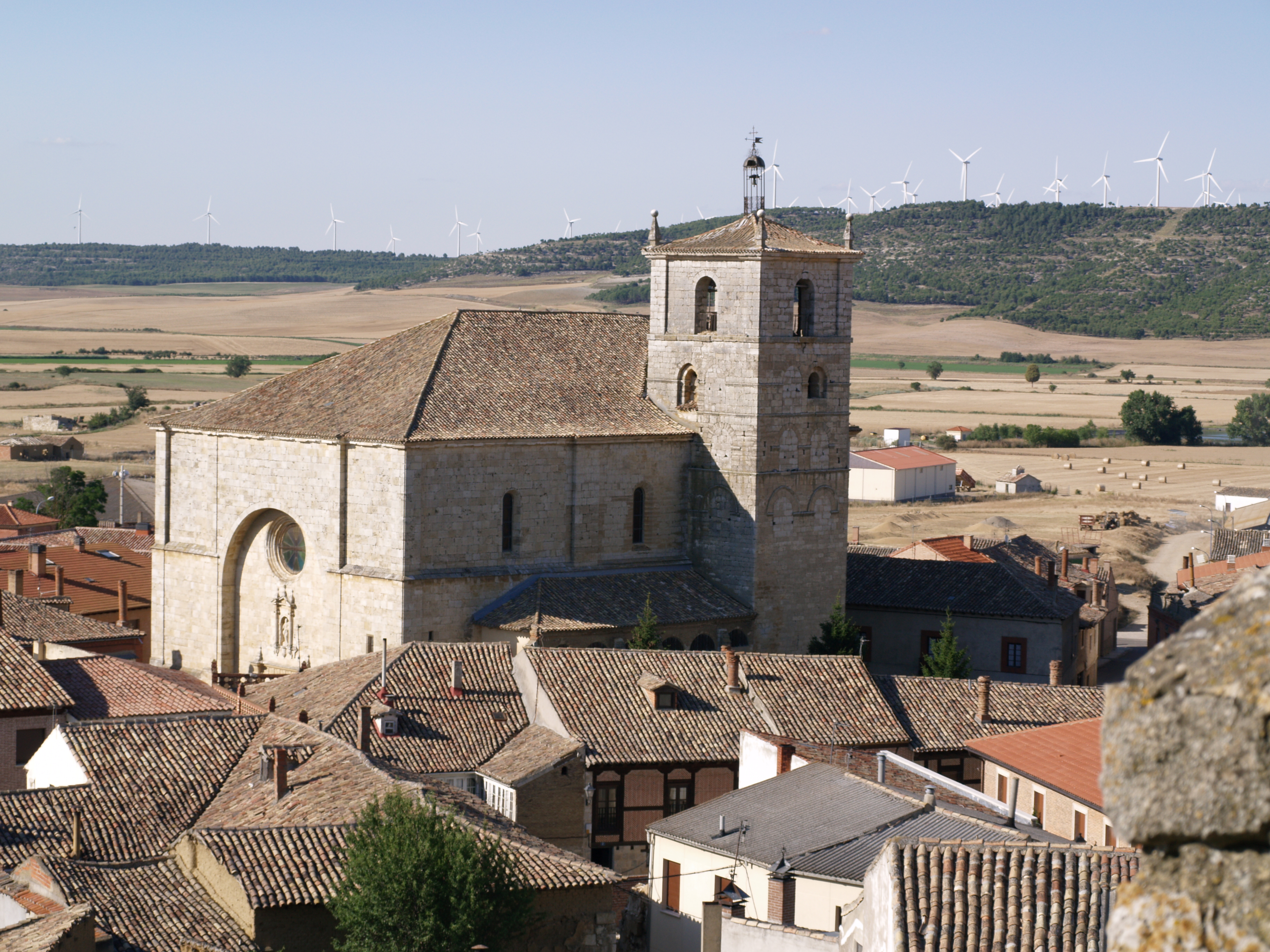
Astudillo – Iglesia de Santa Eugenia

- Von der auf einem Hügel gelegenen ehemaligen Burg (Castillo de La Mota) des Ortes sind nur einige Mauerreste erhalten.
- Gleiches gilt für die Stadtmauer (muralla) des Ortes.
- In den Burghügel sind mehrere Felskeller (bodegas) zur Aufbewahrung von Wein, Schinken, Würsten etc. hineingetrieben worden.
- Die mit einem Glockenturm (campanario) versehene Iglesia de Santa Eugenia entstand im 13. Jahrhundert; sie wurde jedoch später wiederholt modernisiert – das Portal ist ein Werk der Renaissance. Das Kirchenschiff (nave) ist gewölbt. Der Kirche angeschlossen ist ein kleines Museum (Museo Paroquial).[5]
- Die Iglesia de San Pedro verfügt über einen sechsteiligen Glockengiebel (espadaña) und eine – später hinzugefügte – Südvorhalle. Sehenswert ist das Renaissance-Altarretabel (retablo) aus dem späten 16. Jahrhundert.